# Episodi di The Carrie Diaries (seconda stagione)
La seconda ed ultima stagione della serie televisiva The Carrie Diaries è stata trasmessa negli Stati Uniti d'America dal 25 ottobre 2013 al 31 gennaio 2014 dall'emittente statunitense The CW.
In Italia la stagione è stata trasmessa in prima visione assoluta dall'8 settembre al 24 novembre 2014 sul canale satellitare Fox Life, e in chiaro la stagione è stata trasmessa in prima visione da La 5 dal 5 marzo al 16 aprile 2015.
| nº | Titolo originale       | Titolo italiano            | Prima TV USA     | Prima TV Italia   |
| -- | ---------------------- | -------------------------- | ---------------- | ----------------- |
| 1  | Win Some, Lose Some    | Una nuova amicizia         | 25 ottobre 2013  | 8 settembre 2014  |
| 2  | Express Yourself       | Libertà di espressione     | 1º novembre 2013 | 8 settembre 2014  |
| 3  | Strings Attached       | Nessun legame              | 8 novembre 2013  | 15 settembre 2014 |
| 4  | Borderline             | Personalità diverse        | 15 novembre 2013 | 22 settembre 2014 |
| 5  | Too Close for Comfort  | Situazioni imbarazzanti    | 29 novembre 2013 | 29 settembre 2014 |
| 6  | The Safety Dance       | Senza limiti               | 6 dicembre 2013  | 6 ottobre 2014    |
| 7  | Rumor Has It           | Pettegolezzi               | 13 dicembre 2013 | 13 ottobre 2014   |
| 8  | The Second Time Around | Cambio di rotta            | 20 dicembre 2013 | 20 ottobre 2014   |
| 9  | Under Pressure         | Sotto pressione            | 3 gennaio 2014   | 27 ottobre 2014   |
| 10 | Date Expectations      | Sorprese                   | 10 gennaio 2014  | 3 novembre 2014   |
| 11 | Hungry Like the Wolf   | Un'occasione presa al volo | 17 gennaio 2014  | 10 novembre 2014  |
| 12 | This Is the Time       | Il momento giusto          | 24 gennaio 2014  | 17 novembre 2014  |
| 13 | Run to You             | Partenze                   | 31 gennaio 2014  | 24 novembre 2014  |